# Ilias Akhomach
Ilias Akhomach Chakkour (Els Hostalets de Pierola, Barcelona, España, 16 de abril de 2004) es un futbolista hispano-marroquí que juega en la demarcación de delantero en el Villarreal C. F. de la Primera División de España.

## Trayectoria
Tras formarse como futbolista en las categorías inferiores del F. C. Barcelona y pasar por el equipo juvenil, el 25 de noviembre de 2020 hizo su debut con el filial en un encuentro contra la U. E. Olot, partido que finalizó con un resultado de 2-1 a favor del conjunto olotense. El 20 de noviembre de 2021 debutó con el primer equipo contra el R. C. D. Espanyol en un partido de Liga.
Dejó la entidad azulgrana el 30 de junio de 2023 una vez expiró su contrato. Tres días después fichó por el Villarreal C. F. para las siguientes cuatro temporadas.

## Selección nacional
Internacional en categorías inferiores con España, en octubre de 2023 se comprometió a jugar con la selección de fútbol de Marruecos, siendo convocado para la selección sub-19 africana.

## Estadísticas

### Clubes
Actualizado al último partido disputado el 9 de noviembre de 2024.
| Club                             | Div.          | Temporada     | Liga  | Liga  | Liga   | Copas nacionales | Copas nacionales | Copas nacionales | Copas internacionales | Copas internacionales | Copas internacionales | Total | Total | Total  |
| Club                             | Div.          | Temporada     | Part. | Goles | Asist. | Part.            | Goles            | Asist.           | Part.                 | Goles                 | Asist.                | Part. | Goles | Asist. |
| -------------------------------- | ------------- | ------------- | ----- | ----- | ------ | ---------------- | ---------------- | ---------------- | --------------------- | --------------------- | --------------------- | ----- | ----- | ------ |
| F. C. Barcelona "B" · España     | 2.ª B         | 2020-21       | 4     | 0     | 0      | —                | —                | —                | —                     | —                     | —                     | 4     | 0     | 0      |
| F. C. Barcelona "B" · España     | 1.ª F         | 2021-22       | 15    | 3     | 0      | —                | —                | —                | —                     | —                     | —                     | 15    | 3     | 0      |
| F. C. Barcelona · España         | 1.ª           | 2021-22       | 2     | 0     | 0      | 1                | 0                | 0                | 0                     | 0                     | 0                     | 3     | 0     | 0      |
| F. C. Barcelona · España         | Total club    | Total club    | 2     | 0     | 0      | 1                | 0                | 0                | 0                     | 0                     | 0                     | 3     | 0     | 0      |
| F. C. Barcelona Atlètic · España | 1.ª F         | 2022-23       | 23    | 1     | 0      | —                | —                | —                | —                     | —                     | —                     | 23    | 1     | 0      |
| F. C. Barcelona Atlètic · España | Total club    | Total club    | 42    | 4     | 0      | 0                | 0                | 0                | 0                     | 0                     | 0                     | 42    | 4     | 0      |
| Villarreal C. F. "B" · España    | 2.ª           | 2023-24       | 2     | 0     | 0      | —                | —                | —                | —                     | —                     | —                     | 2     | 0     | 0      |
| Villarreal C. F. "B" · España    | Total club    | Total club    | 2     | 0     | 0      | 0                | 0                | 0                | 0                     | 0                     | 0                     | 2     | 0     | 0      |
| Villarreal C. F. · España        | 1.ª           | 2023-24       | 31    | 2     | 2      | 3                | 1                | 2                | 5                     | 1                     | 1                     | 39    | 4     | 5      |
| Villarreal C. F. · España        | 1.ª           | 2024-25       | 11    | 1     | 0      | 1                | 0                | 0                | —                     | —                     | —                     | 12    | 1     | 0      |
| Villarreal C. F. · España        | Total club    | Total club    | 42    | 3     | 2      | 4                | 1                | 2                | 5                     | 1                     | 1                     | 51    | 5     | 5      |
| Total carrera                    | Total carrera | Total carrera | 86    | 7     | 2      | 5                | 1                | 2                | 5                     | 1                     | 1                     | 96    | 9     | 5      |

## Palmarés

### Torneos internacionales
| Título           | Equipo                        | Sede  | Año  |
| ---------------- | ----------------------------- | ----- | ---- |
| Juegos Olímpicos | Selección sub-23 de Marruecos | París | 2024 |